# Healer (serie televisiva)
Healer (hangeul: 힐러, latinizzazione riveduta: Hilleo) è una serie televisiva sudcoreana trasmessa su KBS2 dall'8 dicembre 2014 al 10 febbraio 2015.

## Trama
Un incidente vecchio di decenni in cui è coinvolto un gruppo di amici che gestiva un'emittente illegale riunisce tre persone molto diverse: un misterioso fattorino notturno noto come "Healer" che possiede abilità di combattimento di alto livello, la reporter di un sito di notizie di seconda categoria e un famoso giornalista di una grossa rete televisiva, che si impegnano per risolvere il mistero e aiutare le persone colpite dall'accaduto.

## Personaggi
- Seo Jung-hoo/Park Bong-soo/Healer, interpretato da Ji Chang-wook, Park Si-jin (da giovane) e Choi Jung-hoo (da bambino)
- Chae Young-shin/Oh Ji-an, interpretata da Park Min-young, Kim So-yeon (da giovane) e Ku Geon-min (da bambina)
- Kim Moon-ho, interpretato da Yoo Ji-tae e Kim Seung-chan (da giovane)
- Jo Min-ja, interpretata da Kim Mi-kyung
- Ki Young-jae, interpretato da Oh Kwang-rok e Choi Dong-gu (da giovane)
- Kang Dae-yong, interpretata da Taemi
- Seo Joon-seok, interpretato da Ji Il-joo
- Madre di Jung-hoo, interpretata da Lee Kyung-shim e Song Ji-in (da giovane)
- Chae Chi-soo, interpretato da Park Sang-myun
- Chul-min, interpretato da Woo Hyun
- Jang Byung-se, interpretato da Park Won-sang
- Yeo Gi-ja, interpretato da Choi Seung-kyung
- Kim Moon-sik, interpretato da Park Sang-won e Son Seung-won (da giovane)
- Choi Myung-hee, interpretata da Do Ji-won e Jung Hye-in (da giovane)
- Kang Min-jae, interpretata da Woo Hee-jin
- Lee Jong-soo, interpretato da Jang Sung-beom
- Bae Sang-soo, interpretato da Park Sang-wook
- Yoon Dong-won, interpretato da Jo Han-chul
- Oh Gil-han, interpretato da Oh Jong-hyuk
- Oh Tae-won, interpretato da Jung Gyu-soo
- Joo Yeon-hee, interpretata da Kim Ri-na
- Park Jung-dae, interpretato da Choi Jong-won

## Ascolti
| Episodio | Data di trasmissione | Dati TNMS           | Dati TNMS                  | Dati AGB            | Dati AGB                   |
| Episodio | Data di trasmissione | A livello nazionale | Area metropolitana di Seul | A livello nazionale | Area metropolitana di Seul |
| -------- | -------------------- | ------------------- | -------------------------- | ------------------- | -------------------------- |
| 1        | 8 dicembre 2014      | 6,9%                | 7,5%                       | 7,8%                | 8,3%                       |
| 2        | 9 dicembre 2014      | 7,6%                | 8,8%                       | 7,9%                | 8,4%                       |
| 3        | 15 dicembre 2014     | 5,7%                | 6,3%                       | 7,2%                | 7,6%                       |
| 4        | 16 dicembre 2014     | 5,9%                | 6,4%                       | 7,4%                | 8,0%                       |
| 5        | 22 dicembre 2014     | 7,0%                | 7,4%                       | 8,8%                | 9,8%                       |
| 6        | 23 dicembre 2014     | 7,1%                | 7,6%                       | 7,7%                | 8,0%                       |
| 7        | 29 dicembre 2014     | 6,9%                | 7,8%                       | 7,8%                | 8,9%                       |
| 8        | 30 dicembre 2014     | 8,4%                | 9,4%                       | 8,6%                | 9,2%                       |
| 9        | 5 gennaio 2015       | 7,6%                | 7,8%                       | 8,2%                | 8,9%                       |
| 10       | 6 gennaio 2015       | 8,2%                | 9,5%                       | 9,2%                | 10,0%                      |
| 11       | 12 gennaio 2015      | 7,4%                | 8,8%                       | 9,4%                | 10,8%                      |
| 12       | 13 gennaio 2015      | 8,7%                | 10,1%                      | 9,1%                | 9,8%                       |
| 13       | 19 gennaio 2015      | 9,0%                | 9,7%                       | 10,3%               | 11,3%                      |
| 14       | 20 gennaio 2015      | 9,4%                | 10,6%                      | 9,7%                | 10,4%                      |
| 15       | 26 gennaio 2015      | 7,7%                | 8,2%                       | 8,7%                | 9,2%                       |
| 16       | 27 gennaio 2015      | 8,5%                | 9,6%                       | 8,9%                | 9,2%                       |
| 17       | 2 febbraio 2015      | 7,1%                | 7,7%                       | 8,5%                | 9,3%                       |
| 18       | 3 febbraio 2015      | 7,3%                | 8,4%                       | 9,1%                | 9,6%                       |
| 19       | 9 febbraio 2015      | 6,9%                | 7,8%                       | 7,9%                | 7,7%                       |
| 20       | 10 febbraio 2015     | 8,1%                | 8,6%                       | 9,0%                | 9,1%                       |
| Media    | Media                | 7,6%                | 8,4%                       | 8,6%                | 9,2%                       |

## Colonna sonora
1. Healer (힐러)
2. Eternal Love – Michael Learns to Rock
3. When You Hold Me Tight – Yael Meyer
4. What the Eyes Say (눈이 하는 말) – Tei
5. You – Ben
6. Because of You (그대 때문에) – JUST
7. I Will Protect You (지켜줄게) – Ji Chang-wook
8. Silence (침묵)
9. Love and Pain
10. Code Name: Healer (코드명 힐러)
11. Super Healer (멋있다 힐러)
12. Reporter Kim Moon-ho (김문호 기자)
13. Pass On By (지나간다)
14. Embrace the World (세상을 품다)
15. Jung-hoo's Love Theme (정후사랑)
16. To Battle
17. Young-shin's Dream (영신이의 꿈)
18. You Love Me
19. A Trace of Pain (아픔의 흔적)
20. Hacking Route (해킹루트)
21. Healing Me
22. Trouble
23. Their Fate (그들의 운명)
24. Eternal Memory (영원한 기억)

## Riconoscimenti
| Anno | Premio           | Categoria                                       | Ricevente                      | Risultato       |
| ---- | ---------------- | ----------------------------------------------- | ------------------------------ | --------------- |
| 2014 | KBS Drama Awards | Excellence Award, Actor in a Mid-length Drama   | Ji Chang-wook                  | Candidato/a     |
| 2014 | KBS Drama Awards | Excellence Award, Actor in a Mid-length Drama   | Yoo Ji-tae                     | Candidato/a     |
| 2014 | KBS Drama Awards | Excellence Award, Actress in a Mid-length Drama | Park Min-young                 | Vincitore/trice |
| 2014 | KBS Drama Awards | Popularity Award, Actor                         | Ji Chang-wook                  | Vincitore/trice |
| 2014 | KBS Drama Awards | Best Couple Award                               | Ji Chang-wook e Park Min-young | Vincitore/trice |
| 2015 | APAN Star Awards | Excellence Award, Actor in a Miniseries         | Ji Chang-wook                  | Candidato/a     |
| 2015 | APAN Star Awards | Best Supporting Actress                         | Do Ji-won                      | Candidato/a     |